# Gianni Morbidelli
 Gianni Morbidelli  (* 13. ledna 1968, Pesaro) je italský automobilový závodník, který se v 90. letech účastnil i závodů Formule 1.

## Kompletní výsledky ve Formuli 1
| Legenda k tabulce | Legenda k tabulce                                                                       |
| Barva             | Výsledek                                                                                |
| ----------------- | --------------------------------------------------------------------------------------- |
| Zlatá             | Vítěz                                                                                   |
| Stříbrná          | 2. místo                                                                                |
| Bronzová          | 3. místo                                                                                |
| Zelená            | Bodované umístění                                                                       |
| Modrá             | Nebodované umístění                                                                     |
| Modrá             | Dokončil neklasifikován (NC)                                                            |
| Fialová           | Odstoupil (Ret)                                                                         |
| Červená           | Nekvalifikoval se (DNQ)                                                                 |
| Červená           | Nepředkvalifikoval se (DNPQ)                                                            |
| Černá             | Diskvalifikován (DSQ)                                                                   |
| Bílá              | Nestartoval (DNS)                                                                       |
| Bílá              | Závod zrušen (C)                                                                        |
| Světle modrá      | Pouze trénoval (PO)                                                                     |
| Světle modrá      | Páteční testovací jezdec (TD)                                                           |
| Bez barvy         | Netrénoval (DNP)                                                                        |
| Bez barvy         | Vyřazen (EX)                                                                            |
| Bez barvy         | Nepřijel (DNA)                                                                          |
| Bez barvy         | Odvolal účast (WD)                                                                      |
| Bez barvy         | Nezúčastnil se (prázdné)                                                                |
| Označení          | Význam                                                                                  |
| Tučnost           | Pole position                                                                           |
| Kurzíva           | Nejrychlejší kolo                                                                       |
| †                 | Jezdec nedojel do cíle, ale byl klasifikován, protože odjel více než 90 % délky závodu. |
| ‡                 | Byl udělován poloviční počet bodů, protože bylo odjeto méně než 75 % délky závodu.      |
| Horní index       | Umístění bodujících jezdců ve sprintu                                                   |

| Rok  | Tým                      | Šasi          | Motor           | 1       | 2       | 3       | 4       | 5       | 6       | 7       | 8       | 9       | 10      | 11      | 12      | 13      | 14     | 15      | 16      | 17    | Umístění  | Body |
| ---- | ------------------------ | ------------- | --------------- | ------- | ------- | ------- | ------- | ------- | ------- | ------- | ------- | ------- | ------- | ------- | ------- | ------- | ------ | ------- | ------- | ----- | --------- | ---- |
| 1990 | Scuderia Italia          | Dallara F190  | Cosworth V8     | USA DNQ | BRA 14  | SMR     | MON     | CAN     | MEX     | FRA     | GBR     | GER     | HUN     | BEL     | ITA     | POR     | ESP    |         |         |       | -         | 0    |
| 1990 | SCM Minardi              | Minardi M190  | Cosworth V8     |         |         |         |         |         |         |         |         |         |         |         |         |         |        | JPN Ret | AUS Ret |       | -         | 0    |
| 1991 | SCM Minardi              | Minardi M191  | Ferrari V12     | USA Ret | BRA 8   | SMR Ret | MON Ret | CAN Ret | MEX 7   | FRA Ret | GBR 11  | GER Ret | HUN 13  | BEL Ret | ITA 9   | POR 9   | ESP 14 | JPN Ret |         |       | 24. místo | 0.5  |
| 1991 | Scuderia Ferrari         | Ferrari 643   | Ferrari V12     |         |         |         |         |         |         |         |         |         |         |         |         |         |        |         | AUS 6   |       | 24. místo | 0.5  |
| 1992 | Minardi Team             | Minardi M191B | Lamborghini V12 | RSA Ret | MEX Ret | BRA 7   | ESP Ret |         |         |         |         |         |         |         |         |         |        |         |         |       | -         | 0    |
| 1992 | Minardi Team             | Minardi M192  | Lamborghini V12 |         |         |         |         | SMR Ret | MON Ret | CAN 11  | FRA 8   | GBR 17  | GER 12  | HUN DNQ | BEL 16  | ITA Ret | POR 14 | JPN 14  | AUS 10  |       | -         | 0    |
| 1994 | Footwork                 | Footwork FA15 | Ford V8         | BRA Ret | PAC Ret | SMR Ret | MON Ret | ESP Ret | CAN Ret | FRA Ret | GBR Ret | GER 5   | HUN Ret | BEL 6   | ITA Ret | POR 9   | EUR 11 | JPN Ret | AUS Ret |       | 22. místo | 3    |
| 1995 | Footwork                 | Footwork FA16 | Hart V8         | BRA Ret | ARG Ret | SMR 13  | ESP 11  | MON 9   | CAN 6   | FRA 14  | GBR     | GER     | HUN     | BEL     | ITA     | POR     | EUR    | PAC Ret | JPN Ret | AUS 3 | 14. místo | 5    |
| 1997 | Red Bull Sauber Petronas | Sauber C16    | Petronas V10    | AUS     | BRA     | ARG     | SMR     | MON     | ESP 14  | CAN 10  | FRA     | GBR     | GER     | HUN Ret | BEL 9   | ITA 12  | AUT 9  | LUX 9   | JPN DNS | EUR   | -         | 0    |